# 堀江利幸
堀江 利幸（ほりえ としゆき、1968年8月16日 - ）は、群馬県出身の放送作家。

## プロフィール
放送作家を志したのは、ビートたけしが出演していたフジテレビの深夜番組『北野ファンクラブ』へ企画募集のハガキを投稿し、その際「放送作家志望」と書いた事でスタジオ収録の見学に呼ばれた事がきっかけだという。
その後、中央大学理工学部数学科を卒業。大学在学中から作家としての活動を開始。しかし、作家成り立ての時は挫折が多く、業界から離れようと考えた時期もあった。しかし、『ぐるぐるナインティナイン』（日本テレビ）の作家として参加。現在も人気のコーナー「ゴチになります!」を考案。この番組が出世作となり、数々の番組を手掛けるようになる。その後、『マネーの虎』を生み出したことでも知られる。また、『天才・たけしの元気が出るテレビ!!』（日本テレビ）の放送作家予備校の出身（先輩作家にそーたに、おちまさと、田中直人、村上卓史等）で、当時総合演出を担当していたテリー伊藤と師弟関係となり現在に至る。
また、2017年4月2日放送の『林先生が驚く初耳学!』にて、中村雅俊が「堀江君は僕の娘の亭主」と話し、つまり中村の娘婿であることを告白した。

## 現在の担当番組

### レギュラー
- ぐるぐるナインティナイン（日本テレビ）
- 世界一受けたい授業（日本テレビ）
- くさデカ（テレビ静岡）
- 炎の体育会TV（TBS）
- プレバト!!（MBS制作、TBS系列）
- 日曜日の初耳学（MBS制作、TBS系列）
- アイ・アム・冒険少年（TBS）
- 千鳥のクセがスゴいネタGP（フジテレビ）
- オオカミ少年（TBS）
- オトラクション（TBS）
- 100%!アピールちゃん（MBS制作、TBS系列）

### 単発・特番
- オールスター感謝祭（TBS）
- 究極バトル“ゼウス”（TBS）
- さんま・玉緒のお年玉あんたの夢をかなえたろかスペシャル（TBS）
- 有吉の夏休み（フジテレビ）
- クイズ!オンリー1（TBS）
- 解決!チョコプラ即興劇場（読売テレビ制作、日本テレビ系列）

## 過去の担当番組
- おしゃれカンケイ（日本テレビ）
- おしゃれイズム（日本テレビ）
- ガチンコ!（TBS）
- クイズ!日本語王（TBS）
- THE CHAIR（TBS）
- サバイバー（TBS）
- 世界!超マネー研究所（日本テレビ）
- 弾丸!ヒーローズ（テレビ朝日）
- ティンティンTOWN!（日本テレビ）
- 天才・たけしの元気が出るテレビ!!（日本テレビ）
- 謎を解け!まさかのミステリー（日本テレビ）
- ビートたけしのお笑いウルトラクイズ（日本テレビ）
- ロンブー荘青春記（日本テレビ）
- ブーケをねらえ!（TBS）
- マネーの虎（日本テレビ）
- 有名人が通うマチャミ食堂（日本テレビ）
- 巨人中毒（日本テレビ）
- 松本人志・中居正広VS日本テレビ（日本テレビ）
- たけし・所のドラキュラが狙ってる（毎日放送・TBS系列）
- ビートたけしのD-1グランプリ（テレビ朝日）
- ウンナンの気分は上々（TBS）
- USO!?ジャパン（TBS）
- 恋するハニカミ!（TBS）
- ロンブー龍（日本テレビ）
- 99プラス（日本テレビ）
- SUPER SURPRISE（木曜、読売テレビ制作・日本テレビ系列／ブレーン）
- 眠れぬ街のアプリンス（日本テレビ）
- さんま岡村の日本人なら選びたくなる二択ベスト50!SP!（日本テレビ）
- リンカーン（TBS）
- タカトシ×くりぃむのペケ×ポン（フジテレビ）
- ペケ+ポン（プラス）（フジテレビ）
- 女心がわかる男、わからない男。（日本テレビ）

など多数。